# Turijn (stad)
Turijn (Italiaans: Torino; Piëmontees: Turin) is na Milaan de grootste stad van Noord-Italië. Ze ligt ten zuidwesten van Milaan en ten noordwesten van Savona en is de hoofdstad van de regio Piëmont en de provincie Turijn.

## Geschiedenis, architectuur en economie
Op de plek waar nu Turijn ligt, werd rond 28 v.Chr. door de Romeinen een militaire nederzetting gebouwd, Castra Taurinorum geheten, maar historici vermoeden dat er daarvoor al significante aantallen mensen woonden. Uit de Romeinse tijd dateert de Porta Palatina en ook in het typische orthogonale stratenplan van het huidige centrum is de Romeinse invloed terug te zien.
Al in de middeleeuwen werd er een universiteit gesticht, maar Turijn werd pas echt belangrijk toen in 1563 Emanuel Filibert van Savoye er de hoofdstad van zijn hertogdom van maakte. Op het Piazza San Carlo staat een standbeeld van hem.
De meeste beroemde gebouwen in Turijn behoren dan ook tot de barok; een van de weinige voorbeelden van renaissance-architectuur is de van rond 1500 daterende Duomo, waar zich de controversiële Lijkwade van Turijn bevindt.
In opdracht van de 18e-eeuwse hertog Victor Amadeus II van Sardinië werden het Jachtpaleis Stupinigi en de Basiliek van Superga gebouwd, waar in het mausoleum vele Savoyes begraven liggen.
In het Palazzo dell'Accademia delle Scienze bevinden zich het Museo Egizio, het egyptologisch museum, een van de belangrijkste in zijn soort ter wereld, en de Galleria Sabauda, die de schilderijencollectie van de Savoyes herbergt. De Galleria Sabauda heeft onder andere werken van de Vlaamse primitieven, zoals Van Eyck en Memling.
Omdat een Savoye, Victor Emanuel II, in 1861 de eerste koning van Italië werd, is de geschiedenis van Turijn sterk verbonden met de Italiaanse eenwording, de Risorgimento. Turijn was tot 1865 zelfs de eerste hoofdstad van het verenigde Italië.
Tussen de 17e eeuw en 1870 zetelden de Savoyes in het barokke Koninklijk Paleis. Als mooiste gebouw van Turijn geldt het 17e-eeuwse Palazzo Carignano, het geboortehuis van Victor Emanuel II. Tegenwoordig herbergt het het Museo Nazionale del Risorgimento.
Turijn en de omgeving van Marseille betwisten elkaar de uitvinding van de drank vermout, maar zeker is dat verreweg de meeste producenten zich in Turijn bevinden, waaronder de grootste: martini.
In 1899 werd in Turijn het automerk FIAT opgericht door de familie Agnelli, het bedrijf dat nog steeds van groot belang is voor de Turijnse economie. Het Nationaal Automuseum MAUTO werd in 1933 geopend. De Agnelli's hebben sindsdien hun stempel gedrukt op de stad. Zo is de familie ook eigenaar van voetbalclub Juventus. Turijn was tot het uitbreken van de Eerste Wereldoorlog bovendien de filmstad van Italië. De gebroeders Lumière gaven hier de eerste Italiaanse filmvoorstellingen. Na de Eerste Wereldoorlog verhuisde de filmindustrie echter naar Rome. Turijn heeft nog wel een belangrijk filmmuseum. Dit is gevestigd in een van de opvallendste bouwwerken van de stad: de 19e-eeuwse 167 meter hoge Mole Antonelliana, die net als de Parijse Eiffeltoren het stadsgezicht domineert.
Andere ondernemingen die in Turijn gevestigd zijn, zijn Invicta (producent van rugzakken, gesticht in 1821), Superga (gymschoenen) en Robe di Kappa (sportkleding), De Fonseca (schoenen), Borbonese (lederwaren) en Lavazza (koffie en espresso).

## Demografie
In 2014 had Turijn een bevolking van 901.025 inwoners. Met de agglomeratie incluis kwam het bevolkingsaantal toen op 2.236.941 inwoners. Zoals in vele andere steden in Italië is er een grote vergrijzing in de stad: slechts 14,5 procent van de bevolking is jonger dan 18, terwijl het aandeel van personen op pensioenleeftijd 30,12 procent bedraagt. Ondanks dit groeit de bevolking van Turijn. Deze groei is hoofdzakelijk afkomstig van migranten uit andere delen van Italië of door migranten van buiten Italië (vooral Oost-Europeanen).
De stad kende de laatste decennia een grote influx van migranten. Iets minder dan 9 procent van de bevolking bestaat uit migranten. De grootste groepen zijn Roemenen (51.114), Marokkanen (23.134), Peruanen (5.502), Albanezen (4.297) en Chinezen (3.533).

## Geografie

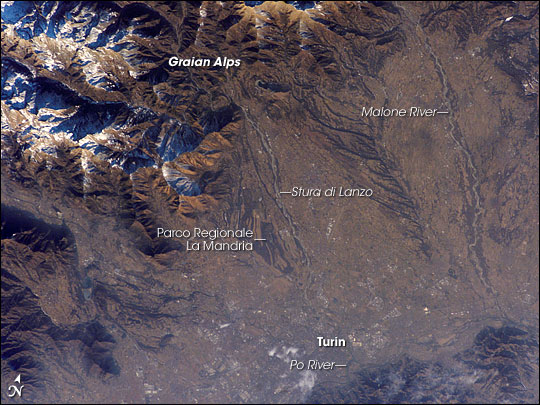
Turijn vanuit de ruimte

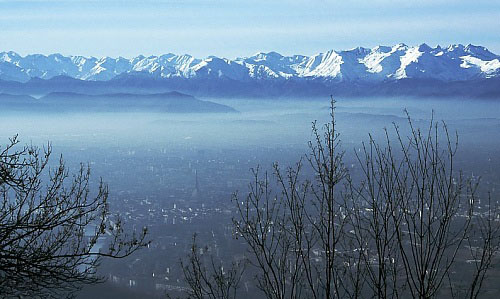
Uitzicht over Turijn

Turijn bevindt zich in het noordwesten van Italië. Turijn is langs de west- en noordkant omflankt door de Alpen, langs de zuidkant door de heuvels van Monferrato. Vier rivieren stromen door de stad: de Po, de Dora Riparia, de Stura di Lanzo en de Sangone.

### Klimaat
Turijn heeft een continentaal klimaat. Dit verschilt nogal ten opzichte van de rest van Italië, dat bekend is om haar comfortabele Mediterrane klimaat. De winters zijn koud en droog, de zomers zijn fris in de heuvels en redelijk warm in de vlaktes. Tijdens de winter- en herfstmaanden treden er vaak dikke mistbanken op in de vlaktes.
| Maand                  | jan  | feb  | mrt  | apr  | mei  | jun  | jul  | aug  | sep  | okt  | nov  | dec  | Jaar |
| ---------------------- | ---- | ---- | ---- | ---- | ---- | ---- | ---- | ---- | ---- | ---- | ---- | ---- | ---- |
| Gemiddeld maximum (°C) | 5,8  | 8,4  | 12,7 | 16,6 | 20,7 | 24,7 | 27,6 | 26,5 | 23,1 | 17,3 | 10,8 | 6,9  | 16,8 |
| Gemiddeld minimum (°C) | −3,3 | −1,1 | 2,1  | 5,6  | 9,9  | 13,8 | 16,3 | 15,7 | 12,6 | 7,2  | 1,8  | −2,3 | 6,5  |
|                        |      |      |      |      |      |      |      |      |      |      |      |      |      |
| Neerslag (mm)          | 40   | 53   | 77   | 104  | 120  | 98   | 67   | 80   | 70   | 89   | 76   | 42   | 916  |
| Bron: WeerOpReis.com   |      |      |      |      |      |      |      |      |      |      |      |      |      |

## Cultuur

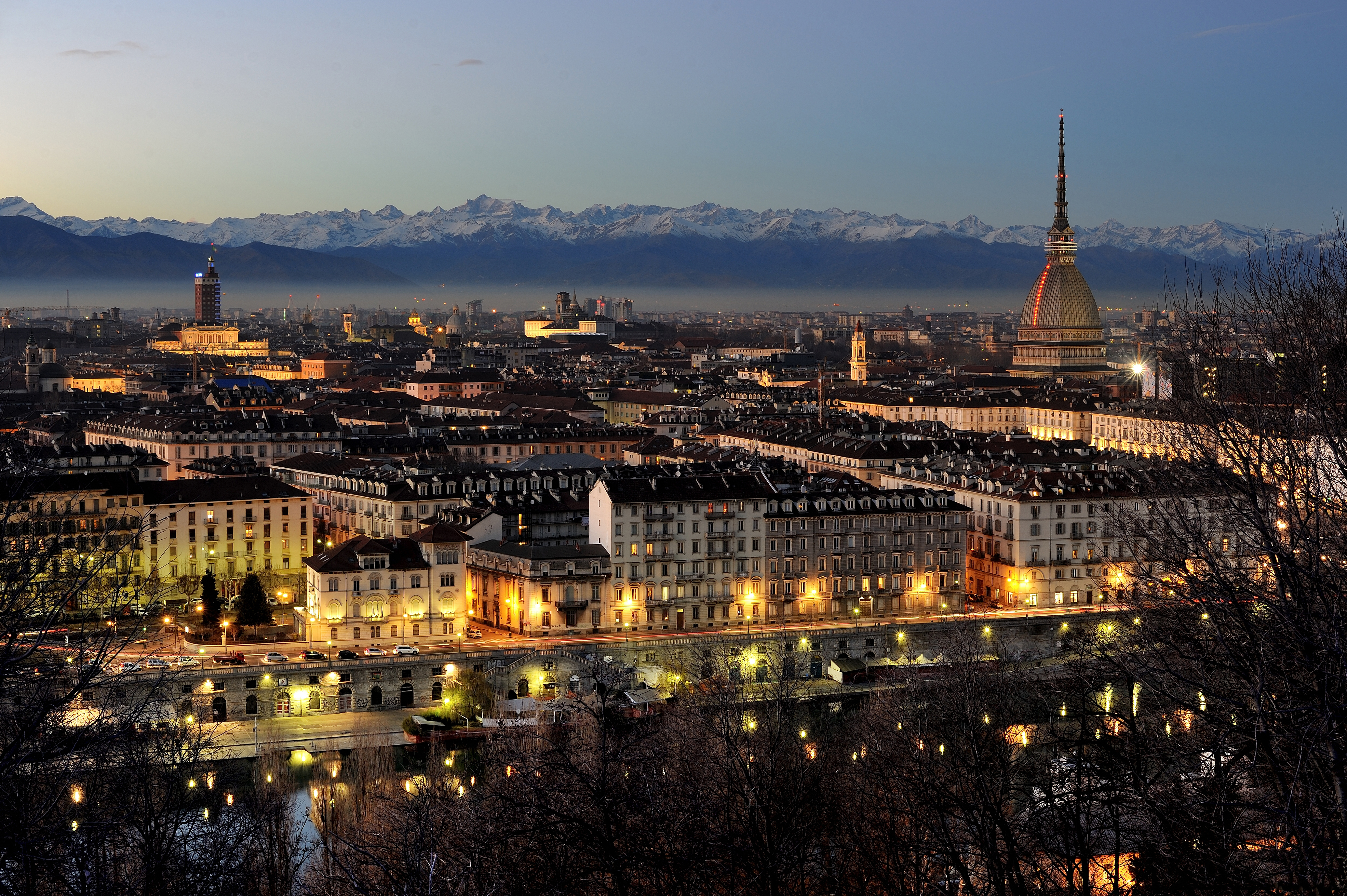
Turijn en de Mole Antonelliana

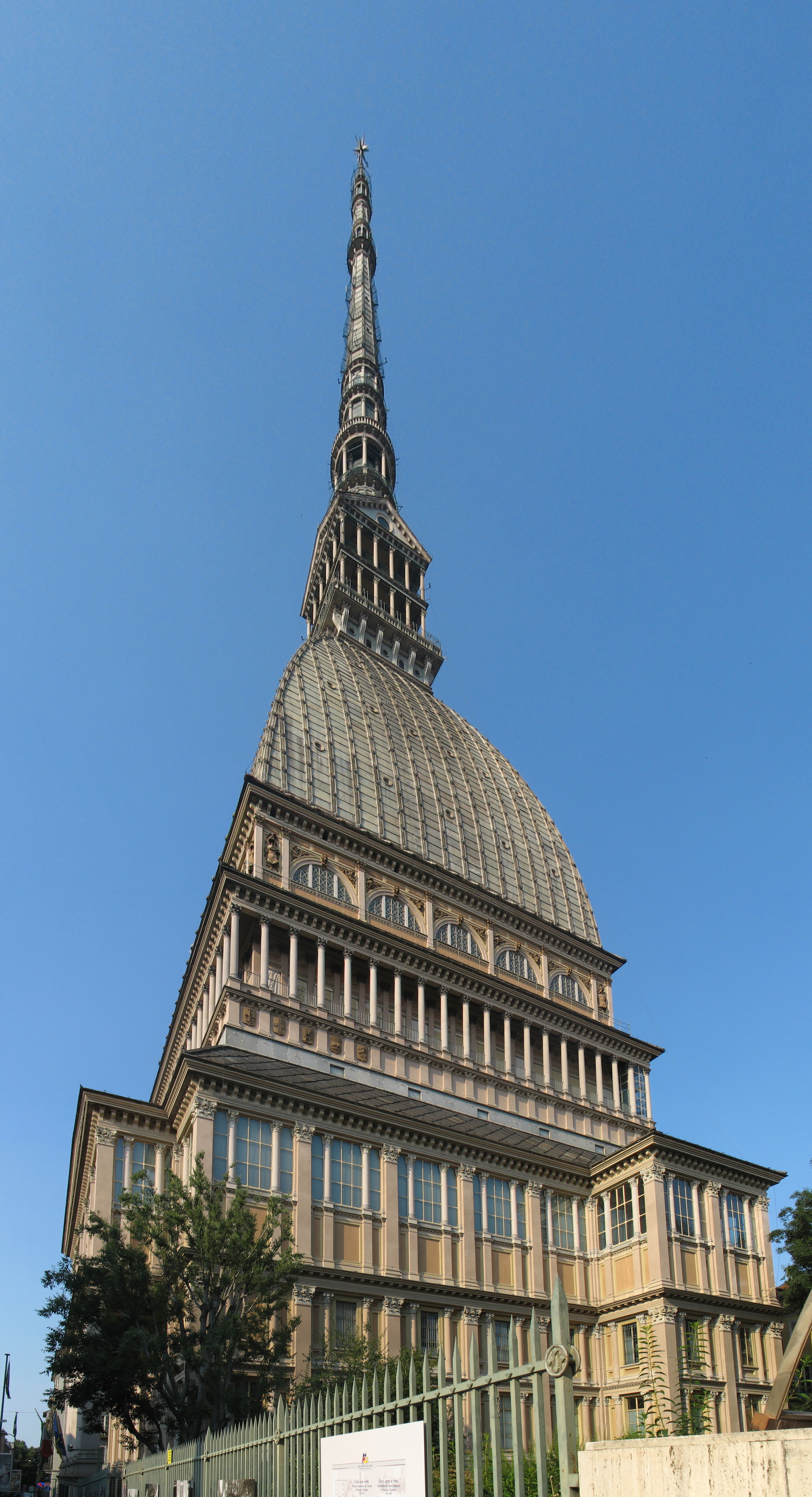
Mole Antonelliana, het symbool van de stad

### Bezienswaardigheden
- Basiliek Maria Hulp der Christenen in de wijk Valdocco
- Dom van Turijn
- Koninklijk Paleis
- Mole Antonelliana
- Palazzo Madama
- Superga
- Lingottogebouw

#### Musea
- Fondazione Sandretto Re Rebaudengo
- Museo Egizio
- Pinacoteca Agnelli op het Lingottogebouw
- Nationaal Automuseum MAUTO
- Museo Nazionale del Cinema in de Mole Antonelliana
- Museo del Risorgimento e
- Musei reali in Palazzo Madama en Koninklijk Paleis van Turijn

### Sport

#### Roeien
Turijn is de stad waar de FISA (internationale roeifederatie) werd opgericht in 1892.

#### Voetbal
Turijn is ook bekend om zijn twee succesvolle voetbalclubs, beide uit de hoogste voetbalklasse: veelvoudig kampioen Juventus (gesticht in 1897) en Torino (gesticht in 1906). Juventus speelt zijn thuiswedstrijden in het Juventus Stadium, terwijl Torino dat in het Stadio Grande Torino doet.
In 1990 was Turijn speelstad bij het WK voetbal. De wedstrijden werden in het inmiddels gesloopte Stadio delle Alpi gespeeld. Tijdens het WK voetbal van 1934 en het EK voetbal van 1980 vonden die in het kleinere Olympisch Stadion plaats.

#### Olympische Spelen
Turijn was de gaststad van de Olympische Winterspelen van 2006.

#### Schaatsen
Gedurende een korte periode rondom de Winterspelen van 2006 werden er internationale schaatswedstrijden georganiseerd in de Oval Lingotto. Ook de schaatswedstrijden van de Spelen werden hier verreden. Hier zijn de enige schaatswedstrijden in Italië op een overdekte ijsbaan verreden.

#### Wielrennen
Turijn is sinds 1876 aankomstplaats van de eendagswedstrijd Milaan-Turijn. Daarnaast was Turijn vaak etappeplaats in de Ronde van Italië en enkele keren in de Ronde van Frankrijk. Turijn was in 2024 voor het laatst opgenomen in het parcours van beide etappekoersen.

## Verkeer en vervoer
De metro van Turijn bestaat uit één lijn waaraan twintig stations gelegen zijn en verbindt voorstad Collegno en treinstation Lingotto met het centrum. De halte in het centrum, Porta Nuova, is het belangrijkste treinstation van Turijn. De luchthaven van Turijn ligt 15 km ten noorden van de stad.

## Onderwijs

### Universiteiten
- Istituto Europeo di Design
- Politecnico di Torino
- Università degli Studi di Torino

## Trivia
- De film The Italian Job uit 1969 (met Michael Caine in de hoofdrol) speelt zich deels in Turijn af.

## Stedenbanden
- Casablanca (Marokko), sinds 2014
- Detroit (Verenigde Staten)
- Glasgow (Schotland, Verenigd Koninkrijk)
- Luik (België)
- Rotterdam (Nederland), sinds 1958

## Bekende inwoners van Turijn

### Overleden
- Abraham Louis Tourte (1818-1863), Zwitsers politicus
- Pio Foà (1848-1923), anatomopatholoog en senator
- Gaetano Arangio-Ruiz, hoogleraar rechtsgeleerdheid
- Cesare Facciani (1906-1938), wielrenner
- Giovanni Bosco (1815-1888), heilige